# Redbergslids IK

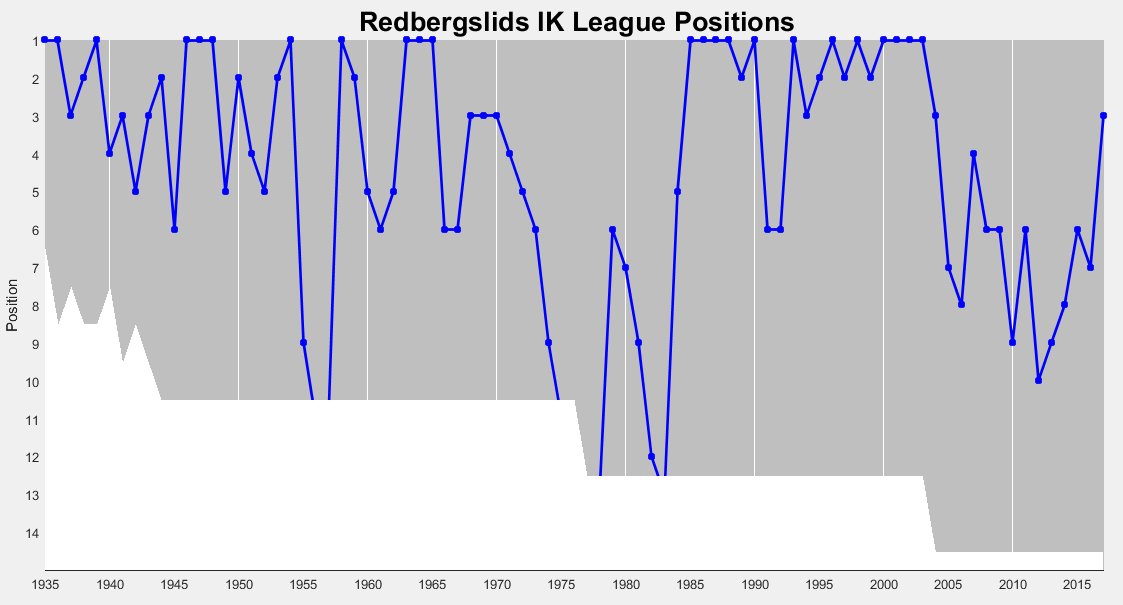
Redbergslids placeringar i högsta serien genom åren.

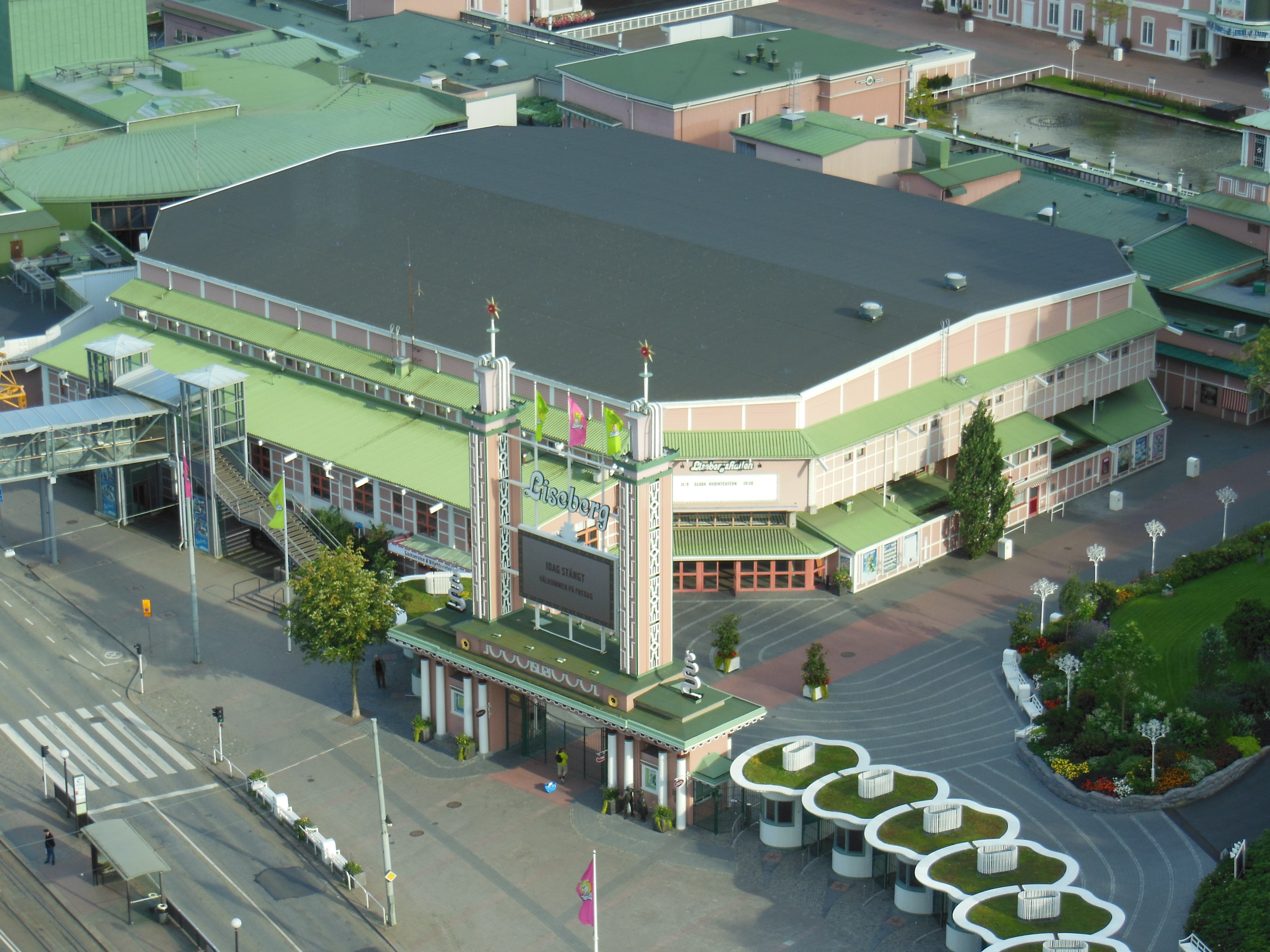
Lisebergshallen i september 2012. Hallen var Redbergslids IK:s hemmaarena från 1980 till 2018. År 2019 revs den.

Redbergslids IK, RIK, är en idrottsförening från Göteborg, som bildades 1916. Klubben är Sveriges mest framgångsrika handbollsklubb genom tiderna med bland annat 20 SM-titlar och överlägsen ledning i herrarnas maratontabellen med hittills 80 säsonger i högsta ligan för herrar i Sverige samt som enda svenska lag även en Europacup-titel nämligen seger i Europacupen 1959.
Klubbens smeknamn De vita eleganterna fick man redan under 1950-talet mycket på grund av lagets eleganta spel men även för att spelarna ville ha pressveck på matchbyxorna. Supportklubben heter på grund av detta Eleganterna.

## Historia
Redbergslids IK grundades 6 december 1916 av en grupp tonårsgrabbar i ett pojkrum på Redbergsvägen 20. De första idrotterna var skridskor, bandy och skidåkning och det bestämdes att klubbens färger var vitt och blått. Därefter började man med friidrott och terränglöpning. Våren 1917 startades fotbollslag, senare Redbergslids IK Fotboll, som spelade ett år i Fotbollsallsvenskan, 1930/1931. Klubbens tre mest kända fotbollsspelare är Sven Rydell, Karl-Alfred Jacobsson och Gunnar Gren. Rydell vann även SM i handboll med RIK. Dessutom vann IFK Göteborgs Bengt "Fölet" Berndtsson SM med RIK:s handbollslag.
Det första handbollslaget bildades 1930, då de som spelade basket bytte sport. Direkt kom laget att få framgångar och var med och startade Västsvenska handbollsserien. Laget spelade i Mässhallen. 1933 tog sig laget via en DM-seger till SM-slutspelet och laget blev svenska mästare för första gången. Laget kunde försvara titeln året därpå efter finalseger mot Flottans IF Karlskrona. Nästa SM-tecken följde 1947 då RIK besegrade Göteborgskonkurrenten IK Heim. Den stora ledaren var Henry Lagergren. Redbergslids IK spelade sin första säsong i högsta serien i handboll 1934. 1935 startade klubbens damsektion.
1993 spelade Redbergslid för första gången SM-final mot lokalkonkurrenten IK Sävehof. RIK vann den femte och avgörande finalen och i laget spelade bland andra Peter Gentzel, Jerry Hallbäck, Stefan Lövgren och Ljubomir Vranjes. Säsongen därefter tog sig RIK till SM-semifinal, men blev utslagna av IK Sävehof. Därefter, från 1995 till och med 2004, spelade RIK tio raka SM-finaler, varav sju slutade med SM-guld för RIK. Säsongen 1997/1998 tog man 58 av 60 möjliga poäng i Elitserien och vann SM efter finalseger mot HK Drott.
Säsongen 2003/2004 tog den senaste storhetstiden slut när RIK förlorade SM-finalen mot IK Sävehof. Klubbens ekonomi hade blivit sämre och sämre, samtidigt som spelet i Cupvinnarcupen säsongen innan, då RIK slutade tvåa, hade kostat klubben stora utgifter. Efter detta var man tvungen att sänka spelarnas löner. Trotjänare som Magnus Jernemyr, Magnus Lindén och Martin Frändesjö lämnade klubben för att de inte fick önskad lön. Även den tjeckiske stjärnmålvakten Martin Galia lämnade klubben för proffslivet i den tyska ligan. Redbergslids IK hade under en period efter detta stora ekonomiska problem, där en av orsakerna var att man låg i en utdragen rättstvist med landslagsspelaren Martin Frändesjö rörande ersättning. 
Efter att Lisebergshallen revs 2019 fanns ingen lämplig arena för laget utan de började spela sina hemmamatcher i Scandinavium. Säsongen 2020-2021 spelades hemmamatcherna i Lundenhallen med max 500 åskådare, mycket begränsad publik på grund av Coronarestriktioner.  Säsongen 2021-2022 spelades hemmamatcherna i Prioritet Serneke Arena och med en tillfälligt hemvändande Andreas Palicka som målvakt klarade laget sig kvar i högsta ligan efter tre kvalmatcher mot Kungälvs HK. 
Säsongen 2022/2023 slutade Redbergslid sist i Handbollsligan, och blir därmed nedflyttade till Allsvenskan efter 40 raka säsonger (82 totalt) i högsta ligan. Inför säsongen 2023/2024 i Allsvenskan föryngrades truppen rejält.  Efter att ha åkt ur Allsvenskan säsongen 2023/2024 gick herrlaget säsongen 2024/2025 obesegrade genom Herr 1 södra och spelar säsongen 2025/2026 i Allsvenskan. 
Damlaget gick 2023/2024 obesegrade genom Dam 2 Väst. De spelade säsongen 2024/2025 i Dam 1 södra där de slutade på plats fyra. De kvalificerade sig sedan till spel i Allsvenskan säsongen 2025/2026 genom kvalsegrar mot Eskilstuna GUIF och IFK Örebro.
Under senare år har ungdomsverksamheten expanderat. Redbergslids IK har idag totalt omkring 700 aktiva spelare på dam- och herrsidan. Sportkontoret är lokaliserat till Prioritet Serneke Arena i Kviberg medan Rosendalshallen i Björkekärr är navet i barn- och ungdomsverksamheten.

## Spelartrupp herrlag
| Nr | Land    | Pos | Namn                  |
| -- | ------- | --- | --------------------- |
| 1  | Sverige | MV  | Adam Krantz           |
| 12 | Sverige | MV  | Axel Winström         |
| 16 | Sverige | MV  | Jack Skog             |
| 3  | Sverige | H6  | David Johansson       |
| 4  | Sverige | M9  | Isak Hasanic Holmgren |
| 5  | Sverige | M9  | Albin Henriksson      |
| 6  | Sverige | V9  | Anton Gustafsson      |
| 7  | Sverige | H9  | Carl Rydén            |
| 8  | Sverige | V6  | Noah Larsson          |
| 9  | Sverige | M9  | Linus Lövgren         |
| 11 | Sverige | V6  | Anton Schultze        |
| 13 | Sverige | H9  | Helmer Jönsson        |

| Nr | Land    | Pos | Namn                |
| -- | ------- | --- | ------------------- |
| 14 | Sverige | M6  | Oskar Orwallius     |
| 17 | Sverige | H6  | Carl Hamberg        |
| 18 | Sverige | H9  | Vlado Pusic         |
| 19 | Sverige | V9  | Theo Kapnias Olsson |
| 20 | Sverige | M9  | Luka Cvjetkovic     |
| 21 | Sverige | M6  | Noel Fagerlin       |
| 22 | Sverige | M6  | Elliot Ziba         |
| 23 | Sverige | V6  | Colin Lundström     |
| 24 | Sverige | M6  | Lukas Rådberg       |
| 25 | Sverige | H6  | Elias Nordblom      |
| 26 | Sverige | H6  | Fabio Silva Pereira |

## Spelartrupp damlag
| Nr | Land    | Pos | Namn                     |
| -- | ------- | --- | ------------------------ |
| 1  | Sverige | MV  | Ida Levin                |
| 12 | Sverige | MV  | Anna Dano                |
| 16 | Sverige | MV  | Emma Johnson             |
| 2  | Sverige | H6  | Julia Bjerkesjö Dahlberg |
| 3  | Sverige | 9M  | Sara Larsson Fridman     |
| 4  | Sverige | V6  | Ebba Gustafsson          |
| 5  | Sverige | 9M  | Lisa Leijon Grip         |
| 6  | Sverige | M6  | Selma Maderner           |
| 7  | Sverige | M6  | Ida Espling Ek           |
| 8  | Sverige | V6  | Anne Lind                |
| 9  | Sverige | 9M  | Emma Moen                |
| 10 | Sverige | 9M  | Filippa Söderberg        |

| Nr | Land    | Pos | Namn               |
| -- | ------- | --- | ------------------ |
| 11 | Sverige | V6  | Fanny Lindström    |
| 14 | Sverige | 9M  | Märta Tilly        |
| 15 | Sverige | 9M  | Matilda Rosblad    |
| 17 | Sverige | 9M  | Annica Smidje      |
| 18 | Sverige | 9M  | Josefine Rudvall   |
| 19 | Sverige | 9M  | Isabelle Nordén    |
| 20 | Sverige | M6  | Moa Eriksson       |
| 22 | Sverige | H6  | Johanna Einarsson  |
| 24 | Sverige | 9M  | Linnea Berg        |
| 25 | Sverige | M6  | Moa Meyer          |
| 26 | Sverige | 9M  | Olivia Vilhelmsson |

## RIK-personer i urval

### Stora grabbar och tjejer
- Ingrid Almqvist
- Torsten Almsenius (Andersson)
- Leif Andersson
- Rolf "Stålmannen" Andreasson
- Per-Ove Arkevall
- Martin Boquist
- Gösta Carlsson
- Per Carlsson
- Magnus Cato
- Johan Eklund
- Mathias Franzén
- Martin Frändesjö
- Peter Gentzel
- Björn Jilsén
- Pär Jilsén
- Gerd Johansson (Kristiansson)
- Olle Juthage
- Michael Koch
- Gunnar Kämpendahl
- Yngve Lamberg
- Valter Larsson
- Donald Lindblom
- Henrik Lundström
- Stefan Lövgren
- Roman Marciniak
- Roland Nilsson
- Hans Olsson
- Lars-Erik Olsson
- Andreas Palicka
- Tage Sjöberg
- Bo Stridh
- Gösta Swerin
- Inez Thielen (Samuelsson)
- Ljubomir Vranjes
- Magnus Wislander
- Sven Åblad
- Sten Åkerstedt

### Andra landslagsspelare, i urval
- Linus Arnesson
- Tomas Berntsson
- Anders Bäckegren
- Dan Beutler
- Joacim Ernstsson
- Göran Haby
- Jerry Hallbäck
- Olof "Olle" Jacobsson
- Magnus Jernemyr
- Fredrik Lindahl
- Magnus Lindén
- Rickard Lönn
- Stig Sánta
- Bengt Westphal
- Per-Ola Wislander

### Övriga
- Lars Bernhardsson
- Mikael Franzén
- Pål-Henry Jeppsson (läkare)
- Magnus "Bagarn" Johansson
- Åke Muwanga
- Fredrik "Fiskarn" Pettersson
- Gustav Rydergård
- Charlie Sjöstrand
- Jasmin Zuta

## Supporterklubb
Redbergslids IK:s officiella supporterklubb går under namnet Eleganterna.

## Meriter
Internationellt
- Europacupmästare 1959 (enda svenska lag)
- Final i Cupvinnarcupen 2003
- Kvartsfinal EHF Champions League 2002
- Kvartsfinal Europacupen 1990

Nationellt
- 20 SM-titlar inomhus
- Nordiska mästare[källa behövs]
- 4 ligacup-guld[källa behövs]
- 23 seriesegrar i högsta serien
- Ledare av maratontabellen för herrar
- Stora framgångar för ungdomshandbollen med flera turneringssegrar både inom och utom Sverige
- Stora framgångar i övriga sektioner inom RIK, bland annat flera SM-guld i friidrott och ett EM-guld i höjdhopp

Övrigt
- Publikrekord: 9 183 personer i Europacupen mot FC Barcelona 1990 i Scandinavium[15]